# Hendrik van Cornwall
Hendrik van Cornwall (Londen, 1 januari 1511 - aldaar, 22 februari 1511) was tijdens zijn korte leven kroonprins van Engeland. Hij behoorde tot het huis Tudor.

## Levensloop
Hendrik werd op 1 januari 1511, anderhalf uur na middernacht, op Richmond Palace geboren als oudste zoon van koning Hendrik VIII van Engeland uit diens eerste huwelijk met Catharina van Aragon, dochter van koning Ferdinand II van Aragon en koningin Isabella I van Castilië. Bij zijn geboorte kreeg hij de titel van hertog van Cornwall, de traditionele titel voor de Engelse troonopvolger. Ter gelegenheid van zijn geboorte hield de clerus processies, werden de kerkklokken geluid, vreugdevuren aangestoken en in de straten wijn gedronken. Aan de Tower vuurde men met kanonnen saluutschoten af, wat gebruikelijk was bij de geboorte van een troonopvolger.
Vier dagen later, op 5 januari, werd prins Hendrik in de versierde kerk van Friars Observant in Richmond gedoopt. Voor de kerk bevond zich een 24 voet breed, met tapijten behangen processieweg. Zijn peetouders waren koning Lodewijk XII van Frankrijk, aartsbisschop van Canterbury William Warham en aartshertogin Margaretha van Oostenrijk. De Franse koning en de Oostenrijkse aartshertogin waren evenwel afwezig en lieten zich vertegenwoordigen.
Na het doopsel werd in Richmond voor Hendrik een eigen hofhouding ingericht, met Elizabeth Denton, die deze rol ook al voor zijn vader had vervuld, als Lady Governess en Elizabeth Poyntz als min. Daarnaast bestond zijn hofhouding ook nog uit een arts, vier vrouwen die zijn wieg schommelden, lijfwachten en talloze andere dienaren. Koning Hendrik begaf zich tussen 11 en 31 januari als dank voor de geboorte van zijn zoon op bedevaart naar de schrijn van Walsingham en organiseerde ook een toernooi ter ere van de prins. Het was de op twee na duurste gebeurtenis tijdens het bewind van Hendrik VIII, naast het Goudlakenkamp en de begrafenis van de koning. Tijdgenoten beschreven het als het meest extravagante en theatrale toernooi ooit in Engeland, dat niemand in het land tot dan toe had gezien.
Drie dagen na het toernooi in Westminster overleed prins Hendrik, amper 52 dagen oud. Zijn doodsoorzaak werd nooit uitgeklaard. Op 27 februari 1511 werd Hendrik bijgezet in Westminster Abbey.

## Historische betekenis
Hoewel prins Hendrik slechts 52 dagen leefde, speelde hij toch een belangrijke rol in de geschiedenis. Zijn overlijden lag namelijk mede aan de basis van de ontbinding van het huwelijk van zijn ouders. Bij zijn dood in 1511 was zijn vader 19 jaar oud en zijn moeder 25 en was het voor hen dus nog mogelijk om andere kinderen te krijgen. Hoewel zijn moeder Catharina nog vijf keer zwanger werd, bracht de koningin geen levende zonen meer ter wereld, enkel dochter Maria overleefde haar kindertijd. Daar kwam nog bij dat Hendrik VIII in de jaren 1520 begon te twijfelen aan de rechtmatigheid van zijn huwelijk, daar Catharina eerder gehuwd was met zijn oudere broer Arthur.
Na zeven jaar vergeefse pogingen om het huwelijk via de gebruikelijke juridische weg door de paus te laten annuleren, scheurde de koning in 1533 met zijn Act of Appeal de Engelse kerk af van de autoriteit van de Heilige Stoel en liet hij zijn huwelijk met Catharina ontbinden door het Engelse kerkelijk gerechtshof. Een jaar later riep hij zich met de Act of Supremacy uit tot het opperste hoofd van de Kerk van Engeland, waarmee het Anglicanisme een feit werd.